# Movimento Marada
Il Movimento Marada (in arabo تيار المردة‎?, Tayyār al-Marada) è un partito politico libanese, membro dell'Alleanza dell'8 marzo. Il partito trae le proprie radici dalla Brigata Marada, milizia armata istituita dalla famiglia Farangiyye e che fu nel 1976 tra i fondatori del Fronte Libanese, dal quale si ritirò nel 1977 in favore dell'alleanza con la Siria, istituendo una propria area autonoma nel nord del Libano. Il movimento ha sempre espresso posizioni saldamente filosiriane. La roccaforte del partito è rappresentata principalmente dal distretto di Zgharta, tradizionale feudo dei Farangiyye, e la base è costituita prevalentemente da cristiani maroniti.

## Storia

### La Brigata Marada
La Brigata Marada venne costituita nel 1967 da Suleiman Farangiyye, allora presidente della repubblica, nell'ambito di una sempre crescente militarizzazione dei gruppi politici libanesi. L'organizzazione si richiamava ai Mardaiti, la semileggendaria popolazione cristiana che avrebbe combattuto il Califfato omayyade e abbaside con il sostegno dei bizantini. L'unità paramilitare si affermò principalmente nelle aree attorno a Zgharta, tradizionale feudo dei Farangiyye. Nel 1975, con lo scoppio della guerra civile in Libano, la Brigata Marada si alleò con gli altri gruppi della destra cristiana: insieme alle Falangi Libanesi, al Partito Nazionale Liberale e ad altre formazioni minori fondò il Fronte Libanese, che si scontrò con il Movimento Nazionale Libanese e l'Organizzazione per la Liberazione della Palestina.
La milizia si ritirò dal Fronte Libanese nel 1977, rifiutandosi di accettare una collaborazione con Israele e rimanendo ferma nella propria alleanza con la Siria. Nell'ambito di sempre più crescenti tensioni con i falangisti, i Farangiyye dovettero affrontare il massacro di Ehden, nel quale persero la vita Tony Farangiyye e la sua famiglia. In seguito a quell'evento la Brigata Marada si impegnò a rafforzare il proprio feudo nelle aree di Zgharta, Batrun, Bsharre e Koura e si scontrò in più occasioni con i falangisti. La milizia ottenne il sostegno della Siria e collaborò con il Movimento Nazionale Libanese. Al termine della guerra civile, nel 1991 la Brigata Marada venne dissolta.

### Il partito politico
Il partito venne istituito nel 2006 da Sulayman Farangiyye e aderì all'Alleanza dell'8 marzo. Il partito vinse quattro seggi alle elezioni parlamentari del 2009. In occasione delle elezioni municipali del 2010 numerosi militanti del partito persero la vita negli scontri che li opposero ai militanti del Partito Nazionale Liberale. Nel 2011, con lo scoppio della guerra civile in Siria, il partito espresse il proprio appoggio al regime di Bashar al-Assad. I rapporti con il Movimento Patriottico Libero si incrinarono brevemente nel 2013 relativamente all'estensione del mandato di comandante delle Forze armate libanesi di Jean Kahwaji.

## Ideologia
Il partito è parte del blocco filosiriano dell'Alleanza dell'8 marzo ed è alleato di Hezbollah e degli altri gruppi che compongono l'alleanza. Ha un forte rapporto storico con la Siria, sostenendo una stretta alleanza con questa. Combina posizioni nazionaliste libanesi a posizioni nazionaliste arabe, sottolineando l'importanza del contributo della comunità araba cristiana al mondo arabo. Il partito rappresenta in particolare gli interessi della comunità cristiana maronita del nord del Libano.

## Risultati elettorali
| Elezione | Elezione | Voti   | %    | Seggi   |
| -------- | -------- | ------ | ---- | ------- |
| 2009     | Camera   |        |      | 4 / 128 |
| 2018     | Camera   | 26 532 | 1,51 | 3 / 128 |
| 2022     | Camera   | 21 672 | 1,20 | 1 / 128 |